# Stavern
Stavern település Németországban, azon belül Alsó-Szászország tartományban. Lakosainak száma 1079 fő (2023. december 31.). Stavern Klein Berßen, Meppen, Lathen, Sögel, Groß Berßen és Haren községekkel határos.

## Népesség
A település népességének változása:
| Lakosok száma | 1051 | 1058 | 1052 | 1030 | 1071 | 1079 |
|               | 2016 | 2017 | 2019 | 2021 | 2022 | 2023 |